# Rachael Harris
Rachael Elaine Harris (Worthington, 12 gennaio 1968) è un'attrice statunitense, attiva in campo cinematografico e televisivo.
I riconoscimenti che ha ottenuto comprendono candidature a premi prestigiosi come l'Independent Spirit Award e il Saturn Award.
Nel mondo del cinema, Harris ha interpretato ruoli da protagonista, tra cui quello di Susan Heffley nei film della saga Diary of a Wimpy Kid (2010–2012) e quello di Linda White in Natural Selection (2011). Inoltre, ha brillato in ruoli secondari in titoli come For Your Consideration (2006), Una notte da leoni (2009), Bad Words (2013), Notte al museo - Il segreto del faraone (2014), Old Dads (2023) e La madre della sposa (2024).
In televisione, Harris si è distinta con interpretazioni di rilievo: ha interpretato Cooper nella sitcom ABC Notes from the Underbelly (2007–2008), ha dato vita al personaggio di Joanne Dunlevy nella sitcom Fox Surviving Jack (2014), ha interpretato la dottoressa Linda Martin nella serie fantasy Lucifer, prodotta da Fox e Netflix (2016–2021), e ha interpretato Nora nella prima stagione della serie horror Piccoli brividi per Disney+ e Hulu (2023). Inoltre, ha avuto un ruolo ricorrente nel personaggio di Sheila Sazs nella serie Suits di USA Network (2012–2019).

## Biografia
Il suo primo riconoscimento nel campo delle arti arrivò durante una manifestazione di talenti in prima elementare, in cui eseguì "Please Mr. Postman" dei Carpenters, vincendo il concorso grazie al fatto che suo fratello aveva imbustato le schede elettorali.
Collins frequentò l'Otterbein College, partecipando a rappresentazioni teatrali di opere come 'night, Mother e The Cherry Orchard. Un professore del college le suggerì di dedicarsi alla commedia anziché al dramma, ma inizialmente lei non accettò la proposta, poiché il suo obiettivo era diventare un'attrice teatrale. Il suo primo incarico recitativo durante gli studi universitari avvenne a Cincinnati, a bordo dello showboat Majestic, dove interpretò Maria in The Sound of Music. Si laureò nel 1989, conseguendo un Bachelor of Fine Arts in teatro.
Successivamente, Collins si trasferì a New York City e trovò un agente commerciale. Per guadagnare qualche soldo in più, lavorò come hostess in ristoranti lungo Broadway e nell'Upper East Side. Nel frattempo, fece audizioni per vari ruoli teatrali, ottenendo infine un incarico in spettacoli teatrali per bambini lungo la East Coast.
Harris fece il suo esordio cinematografico nel 1992 in Treehouse Trolls, interpretando la "Treehouse Mom". Ricorda quell'esperienza così:
"Ma Treehouse Trolls, quella veniva da un'audizione in questo teatro schifoso. Non era nemmeno un teatro, era solo una stanza, vicino a Times Square. E io pensavo: 'Spero che questa sia un'audizione legittima. Altrimenti potrei finire in un porno, non lo so.'"
Nel 1993 fece il suo debutto televisivo in SeaQuest - Odissea negli abissi.
Dopo essere tornata a New York, l'agente di Harris, trasferendosi a Los Angeles, le consigliò di seguirlo per partecipare a spot pubblicitari e programmi televisivi. A Los Angeles si esibì al Tamarind Theatre. Dopo una comparsa in Star Trek: Voyager nel 1997, Harris ottenne un ruolo ricorrente in Sister, Sister di The WB, svolgendolo fino al 1998.
Un amico le consigliò di venire a vedere la compagnia di improvvisazione comica The Groundlings. Il gruppo le piacque così tanto che decise di seguire dei corsi e, alla fine, ottenne un incarico con la compagnia principale nel 2000. In seguito, insegnò per un po' anche presso la scuola dei The Groundlings. Lavorare con i The Groundlings permise allo sceneggiatore e regista di mockumentari Christopher Guest di notare Harris. Nel 2000, ebbe un ruolo in Best in Show di Guest.
È stata sposata dal 2003 al 2008 con l'attore Adam Paul e dal 2014 al 2019 con il musicista Christian Hebel, da cui ha avuto due figli da madre surrogata, Henry e Otto.

## Filmografia

### Cinema
- The Disappearance of Kevin Johnson, regia di Francis Megahy (1996)
- Campioni di razza (Best in Show), regia di Christopher Guest (2000)
- Showtime, regia di Tom Dey (2002)
- L'asilo dei papà (Daddy Day Care), regia di Steve Carr (2003)
- La casa dei fantasmi (The Haunted Mansion), regia di Rob Minkoff (2003)
- Derby in famiglia (Kicking & Screaming), regia di Jesse Dylan (2005)
- Fou Your Consideration, regia di Christopher Guest  (2006)
- Un'impresa da Dio (Evan Almighty), regia di Tom Shadyac (2007)
- Licenza di matrimonio (License to Wed),regia di Ken Kwapis (2007)
- Il solista (The Soloist), regia di Joe Wright (2009)
- Una notte da leoni (The Hangover), regia di Todd Phillips (2009)
- Diario di una schiappa (Diary of a Wimpy Kid), regia di Thor Freudenthal (2010)
- Natural Selection, regia di Robbie Pickering (2011)
- Diario di una schiappa 2 - La legge dei più grandi (Diary of a Wimpy Kid: Rodrick Rules), regia di David Bowers (2011)
- Diario di una schiappa - Vita da cani (Diary of a Wimpy Kid: Dog Days), regia di David Bowers (2012)
- Bad Words, regia di Jason Bateman (2013)
- Lovesick, regia di Luke Matheny (2014)
- Notte al museo - Il segreto del faraone (Night at the Museum: Secret of the Tomb), regia di Shawn Levy (2014)
- Barely Lethal - 16 anni e spia (Barely Lethal), regia di Kyle Newman (2015)
- Cognati per caso (Brother Nature), regia di Oz Rodriguez e Matt Villines (2016)
- Old Dads, regia di Bill Burr (2023)
- La madre della sposa (Mother of the Bride), regia di Mark Waters (2024)
- Unfrosted - Storia di uno snack americano (Unfrosted), regia di Jerry Seinfeld (2024)

### Televisione
- Friends – serie TV, 1 episodio (2002)
- La vita secondo Jim (According to Jim) – serie TV, 1 episodio (2004)
- West Wing - Tutti gli uomini del Presidente (The West Wing) – serie tv, episodio 6x05 (2004)
- Detective Monk (Monk) – serie TV, episodio 4x09 (2005)
- Desperate Housewives – serie TV, 1 episodio (2008)
- CSI - Scena del crimine - serie TV, episodio 8x16 (2008)
- Cougar Town – serie TV, 1 episodio (2009)
- Modern Family – serie TV, 1 episodio (2011)
- New Girl – serie TV, 2 episodi (2011)
- The Office – serie TV, 1 episodio (2013)
- Gortimer Gibbon's Life on Normal Street – serie TV, 1 episodio (2015)
- Suits – serie TV, 28 episodi (2012-2018)
- Lucifer – serie TV, 65 episodi (2016-2021)
- Piccoli Brividi – serie TV, 10 episodi (2023)

### Doppiatrice
- Stuart Little 2, regia di Rob Minkoff (2002)
- Stuart Little, serie animata (2003)
- Ralph Spaccatutto (Wreck-It Ralph), regia di Rich Moore (2012)

## Doppiatrici italiane
Nelle versioni in italiano delle opere in cui ha recitato, Rachael Harris è stata doppiata da:
- Giò Giò Rapattoni in Fat Actress, Diario di una schiappa, Diario di una schiappa 2 - La legge dei più grandi, Diario di una schiappa - Vita da cani, Suits, Lucifer, Piccoli brividi (2023), Old Dads, La madre della sposa
- Antonella Baldini in Una notte da leoni, Affari di... pancia!
- Sabrina Duranti in CSI - Scena del crimine, Suits
- Ilaria Stagni ne Il solista
- Serena Verdirosi in Bad Words
- Fiamma Izzo in Notte al museo - Il segreto del faraone
- Antonella Rinaldi in Barely Lethal - 16 anni e spia
- Claudia Pittelli in La vita secondo Jim
- Rachele Paolelli in Detective Monk
- Eleonora De Angelis in Desperate Housewives
- Roberta De Roberto in New Girl
- Nunzia Di Somma in Scherzi della natura
- Barbara De Bortoli in Modern Family
- Rossella Izzo in Gortimer Gibbon - La vita a Normal Street

Da doppiatrice è sostituita da: 
- Giò Giò Rapattoni in Ralph Spaccatutto, Stuart Little